# سمحان (المخادر)

تعديل مصدري - تعديل

سمحان هي إحدى قرى عزلة السحول بمديرية المخادر التابعة لمحافظة إب، بلغ تعداد سكانها 1271 نسمة حسب تعداد اليمن لعام 2004.